# Salenstein
Salenstein is een gemeente en plaats in het Zwitserse kanton Thurgau, en maakt deel uit van het district Kreuzlingen. In Salenstein bevindt zich, gelegen aan de Bodensee, het Schloß Arenenberg dat gekocht werd door Hortense de Beauharnais en waar ze tot haar dood in 1837 woonde. In 1906 werd het kasteel door haar schoondochter en laatste keizerin van Frankrijk Eugénie de Montijo geschonken aan het kanton Thurgau. In het kasteel is tegenwoordig het Napoleonmuseum gevestigd.
Salenstein telt 1212 inwoners.